# 赫里尼夫卡 (伊凡諾-法蘭科夫斯克州)
48°51′29″N 24°28′1″E / 48.85806°N 24.46694°E
赫里尼夫卡（羅馬化：Hrynivka）是烏克蘭西部的村莊，隸屬伊萬諾-弗蘭科夫斯克州的伊萬諾-弗蘭科夫斯克區。該村面積21平方公里，海拔高度414米，2001年人口687，人口密度每平方公里32.7人。